# داستان عامه‌پسند
داستان عامه‌پسند یا پالپ فیکشن (به انگلیسی: Pulp Fiction) فیلم جنایی آمریکایی محصول ۱۹۹۴ به نویسندگی و کارگردانی کوئنتین تارانتینو است. فیلم‌نامهٔ آن از داستانی بود که تارانتینو به‌همراه راجر اوری خلق کرد. این فیلم چهار حکایت درهم‌تنیده از جنایت و خشونت در لس آنجلس، کالیفرنیا را روایت می‌کند. گروه بازیگران فیلم را جان تراولتا، ساموئل ال. جکسون، بروس ویلیس، تیم راث، وینگ ریمز و اوما تورمن تشکیل می‌دهند. عنوان فیلم به مجله‌های زرد و رمان‌های جنایی هاردبویلدِ اشاره دارد که در میانهٔ قرن بیستم انتشار می‌یافتند و به‌خاطر خشونت دارای جزئیات بصری و گفت‌وگوهای بُرنده‌شان شهرت داشتند.
تارانتینو پالپ فیکشن را در ۱۹۹۲ و ۱۹۹۳ نوشت و صحنه‌هایی که اوری در ابتدا برای داستان عاشقانه واقعی (۱۹۹۳) نوشته بود را در آن گنجاند. پالپ فیکشن روایت‌گر ماجراهایی با خطوط داستانی متقاطع از گانگسترهای لس‌آنجلسی، بازیکن بوکس، سارقان مسلح خرده‌پا و یک کیف اسرارآمیز است. بیشتر زمان فیلم از تک‌گویی و گفت‌وگوهایی با درون‌مایهٔ نگاه به زندگی و با چاشنی بذله‌گویی تشکیل شده‌است که بین شخصیت‌های فیلم ردوبدل می‌گردد. فیلم با متنی حاوی دو معنی از عبارت «مبتذل» (pulp) در لغت‌نامه آغاز می‌شود و همانند بسیاری دیگر از آثار تارانتینو، داستانی با روایت غیرخطی دارد. طبق گزارش‌ها، ترایستار پیکچرز فیلم‌نامه را به دلیل اینکه «بیش از حد دیوانه‌وار» بود، رد کرد. با این حال، هاروی واینستین، رئیس مشترک میرامکس، مجذوب آن بود و پالپ فیکشن نخستین فیلمی شد که میرامکس به‌طور کامل از آن پشتیبانی مالی کرد.
مراسم افتتاحیهٔ پالپ فیکشن در ۲۱ مهٔ ۱۹۹۴ در جشنواره فیلم کن برگزار شد و نخل طلای جشنواره را از آنِ تارانتینو کرد. این فیلم در ۱۴ اکتبر همان سال در ایالات متحده اکران شد و با موفقیت تجاری و هنری مواجه شد. پالپ فیکشن نامزد دریافت هفت جایزهٔ اسکار، شامل بهترین فیلم شد که تارانتینو و اوری، فیلم‌نامه‌نویسان فیلم، توانستند جایزه اسکار بهترین فیلم‌نامه غیراقتباسی را از آنِ خود کنند. نامزدی بهترین کارگردانی برای تارانتینو و نامزدی جایزه اسکار بازیگری برای تراولتا، جکسون و تورمن از دیگر دستاوردهای این فیلم در مراسم جایزهٔ اسکار بودند.
پالپ فیکشن به مرور زمان به‌عنوان شاهکار تارانتینو شناخته شد و فیلم‌نامهٔ آن مورد تحسین گسترده قرار گرفت. در رده‌بندی‌های مختلف، این فیلم معمولاً در بین بهترین‌های تاریخ قرار داشته و اکثر منتقدان آن را ستایش کرده‌اند. انترتینمنت ویکلی آن را بهترین فیلم از زمان آغاز سال ۱۹۸۳ نامید و نوشت که یافتن صحنه‌ای در این فیلم که به نمادی تبدیل نشده باشد بسیار سخت است. منتقد راجر ایبرت، فیلم را به‌عنوان تأثیرگذارترین فیلم دههٔ ۱۹۹۰ معرفی کرده‌است. در سال ۲۰۱۳، پالپ فیکشن از سوی کتابخانه کنگره به‌منظور قرار گرفتن در فهرست ملی ثبت فیلم ایالات متحده انتخاب شد.

## ساختار روایت
مطابق با سبک کوئنتین تارانتینو در روایات داستان به‌صورت غیرخطی، داستان این فیلم نیز به شکل غیرخطی روایت می‌شود. ساختار پالپ فیکشن براساس سه داستان متمایز بنا شده‌است که در خط سیر روایت اشتراکاتی نیز با یکدیگر دارند. آدمکش حرفه‌ای، وینسنت وگا (با بازی جان تراولتا) شخصیت اصلی داستان نخست، بوکسور حرفه‌ای، بوچ کولیج (با بازی بروس ویلیس) شخصیت اصلی داستان دوم و همکار آدمکش وینسنت، جولز وینفلد (با بازی ساموئل ال. جکسون) شخصیت اصلی داستان سوم است. با آن‌که هر داستان به مجموعه‌ای از رویدادهای متمایز با دو داستان دیگر می‌پردازد ولی با آن‌ها دارای ارتباط و نقاط اشتراک نیز هست. فیلم با سرقت مسلحانهٔ «پامپ‌کین» و «هانی‌بانی» (القاب عاشقانه‌ای که زوج سارق در صحنهٔ آغازین یکدیگر را با آن خطاب می‌کنند) از رستوران آغاز می‌شود. سپس داستان وینسنت، جولز، بوچ و چند شخصیت دیگر از جمله مارسلوس والاس سردستهٔ گانگسترها، همسرش میا و مشکل‌گشای امور غیرقانونی وینستون ولف را پیش می‌کشد. در نهایت نیز به نقطهٔ آغازین فیلم بازمی‌گردد، در رستوران: وینسنت و جولز که برای استراحت کوتاهی به آن‌جا آمده‌اند، خود را درگیر سرقت مسلحانه‌ای می‌یابند. به‌طورکلی، ۷ قسمت روایت در فیلم موجود است. عنوان سه روایت اصلی به‌صورت متنی بر صفحهٔ سیاه در بین فیلم و به مدت چند ثانیه نمایش داده می‌شود:
1. سرآغاز - رستوران
2. پیش‌درآمد «وینسنت وگا و همسر مارسلوس والاس»
3. «وینسنت وگا و همسر مارسلوس والاس»*
4. پیش‌درآمد «ساعت طلایی» (الف-گذشته، ب-حال)
5. «ساعت طلایی»*
6. «وضعیت بانی»*
7. سرانجام - رستوران

* عنوان داستان اصلی که به‌صورت نوشته‌ای بر صفحهٔ سیاه در میان فیلم نمایش داده می‌شود.
اگر بنا بر حفظ توالی زمانی در روایت‌ها باشد، ترتیب آن‌ها به این‌صورت خواهد بود: ۴-الف، ۲، ۶، ۱، ۷، ۳، ۴-ب، ۵. روایت‌های ۱ و ۷ بر یکدیگر هم‌پوشانی دارند و از دو دیدگاه متفاوت نمایش داده می‌شوند. برای روایت‌های ۲ و ۶ نیز وضعیت مشابهی برقرار است. از این شیوه روایت با عنوان «روایت دوار» نام برده شده‌است.

## داستان

### قسمت‌هایی قبل از شروع فیلم
در ابتدای فیلم و قبل از تیتراژ، با دو دزد به نام‌های رینگو و یولاندا آشنا می‌شویم که قصد دستبرد زدن به کافی شاپی را دارند. سپس تیتراژ پخش می‌شود.
بعد از تیتراژ و بین تیتراژ و داستان اول، با دو آدمکش حرفه‌ای به نام‌های وینسنت و جولز آشنا می‌شویم که برای به‌دست‌آوردن یک کیف مرموز به یک آپارتمان می‌روند.
در آن‌جا با برت و دوستش و خدمتکارش، ماروین (که یک سیاه‌پوست است)، آشنا می‌شویم. گویی آن‌ها به مارسلوس والاس (رئیس وینسنت و جولز) خیانت کرده‌اند و بعد از تحویل‌دادن کیف باید مجازات شوند.
جولز دوست برت را می‌کشد، اما قبل از کشتن، خود برت برای او آیاتی از کتاب مقدس را می‌خوانَد و با قبول‌کردن این فرضیه که خود او مردی درستکار است و باید برت را که شیطان است بکشد. (البته این آیات از کتاب مقدس نیستند و فقط دو جمله آخر آن مال کتاب است) او و وینسنت برت را به قتل می‌رسانند و فیلم این صحنه را قطع می‌کند و داستان اول آغاز می‌شود.

### داستان اول: وینسنت وگا و همسر مارسلوس والاس

جان تراولتا (وینسنت وگا) و اوما تورمن (میا والاس) در صحنه رقص معروف فیلم

داستان با نمایی از بوچ (بروس ویلیس) شروع می‌شود که پیش رئیس، مارسلوس والاس نشسته‌است و در ازای گرفتن مبلغی پول حاضر می‌شود به خواست رئیس در مسابقه بعدی‌اش شکست بخورد.
سپس فیلم دوباره ادامه داستان وینسنت را می‌گیرد. مارسلوس از وینسنت می‌خواهد که همسر او، میا را شب به بیرون ببرد تا تفریح کند. وینسنت قبل از بردن میا به بیرون از دوستش لنس مقداری هروئین می‌گیرد. سپس به دنبال میا می‌رود و او را به رستورانی می‌برد. آن‌ها در رستوران با هم می‌رقصند و جایزه‌ای دریافت می‌کنند و وینسنت میا را به خانه می‌رساند. (در داخل خانه رادیو مطلبی دربارهٔ سرقت یک جایزه از یک رستوران اعلام می‌کند که احتمالاً به این معنی است که وینست و میا جایزه را نبرده‌اند بلکه آن را دزدیده‌اند)
وینسنت که مجذوب میا شده‌است، به توالت می‌رود و در آن‌جا با خودش عهد می‌کند که دیگر ادامه ندهد. هنگامی که از دستشویی بیرون می‌آید، میا را می‌بیند که بر اثر استفاده از کوکائین، اُوِردوز کرده‌است. او میا را پیش لنس می‌برد و با کمک او به قلب میا آدرنالین تزریق کرده و او را نجات می‌دهد. سپس میا را به خانه می‌رساند و از او قول می‌گیرد که این ماجرا را برای کسی بازگو نکند.

### داستان دوم: ساعت طلا

بروس ویلیس در نقش بوچ

داستان دوم به بوچ می‌پردازد. داستان از جایی شروع می‌شود که وقتی بوچ هنوز یک پسر بچه است، روزی یک مرد غریبه به خانهٔ او و مادرش می‌آید که در حقیقت دوست قدیمی پدر بوچ است و به بوچ یک ساعت طلا می‌دهد که توسط پدر پدربزرگش خریده شده بود و توسط پدربزرگ و پدرش در طی جنگ جهانی دوم و جنگ ویتنام حفظ شده‌است. سپس بوچ از خواب بیدار می‌شود و متوجه می‌شود که وقت مبارزهٔ بوکسی است که مارسلوس به او گفته بود باید ببازد. غرور بوچ مانع این کار می‌شود. بوچ تصادفاً حریفش را کشته و برنده شده‌است.
بوچ بعد از مسابقه به خانه می‌گریزد و به همسرش فابین می‌گوید که فردا اول صبح باید شهر را ترک کنند.
آن‌ها چمدان‌هایشان را جمع می‌کنند ولی بوچ می‌فهمد که فابین ساعت طلای او را در آپارتمان جا گذاشته‌است.
بوچ به آپارتمانش بازمی‌گردد و وینسنت را می‌بیند که از طرف مارسلوس برای کشتن او گماشته شده‌است. او وینسنت را می‌کشد و سریعاً خانه را ترک می‌کند ولی در بین راه خود مارسلوس را می‌بیند.
در درگیری که بین آن‌ها رخ می‌دهد، آن‌ها تصادفاً در دام دو بیمار جنسی به نام‌های «مِینارد» و «زِد» که خود را یک پلیس جا زده‌است، می‌افتند. بوچ فرار می‌کند ولی برای نجات مارسلوس دوباره برمی‌گردد و او را نجات می‌دهد. مارسلوس نیز او را نمی‌کشد و از او قول می‌گیرد که این ماجرا را برای کسی بازگو نکند. سپس بوچ و فابین شهر را ترک می‌کنند.

### داستان سوم: وضعیت بانی

وینسنت وگا (با بازی جان تراولتا) و جولز (با بازی ساموئل ال جکسون) بعد از وقوع معجزه نفر سوم را می‌کشند.

با یک برش به گذشته به سکانس قبل از شروع داستان اول بازمی‌گردیم؛ یعنی همان جایی که وینسنت و جولز در آپارتمانی برت و دوستش را به قتل می‌رسانند.
تماشاگر می‌فهمد که نفر سومی هم در آن آپارتمان بود و با یک رولور بزرگ مگنوم در دستشویی پنهان شده بود.
نفر سوم ناگهان بیرون می‌پرد و وینسنت و جولز را تیرباران می‌کند. اما هیچ‌یک از گلوله‌ها به آن دو نمی‌خورد و آن‌ها نفر سوم را می‌کشند.
جولز این اتفاق را معجزه خداوند می‌خواند و می‌گوید که اراده خدا بود که گلوله‌ها آن‌ها را نکشند ولی وینسنت مخالفت می‌کند و آن را فقط یک اتفاق عجیب می‌خواند. وینسنت تصادفاً ماروین (خدمتکار سیاهپوست) را در اتومبیلشان می‌کشد و سرتاپای او و جولز خونی می‌شود. آن‌ها به خانه دوست جولز یعنی جیمی (تارانتینو) می‌روند تا خود را پاک کنند. همسر جیمی، بانی، تا یک ساعت دیگر به خانه بازمی‌گردد و آن‌ها باید ظرف ۴۰ دقیقه منزل جیمی را ترک کنند. آن‌ها دست به دامان یکی از دوستان مارسلوس به نام وینستون وولف می‌شوند و به کمک او به‌راحتی ماجرا را تمام می‌کنند.
هنگامی که آن‌ها برای صرف صبحانه به یک کافی‌شاپ می‌روند، با دو دزد (که قبل از تیتراژ فیلم آن‌ها را دیدیم) به نام‌های رینگو و یولاندا مواجه می‌شوند. دزدها جیب تمام افراد داخل رستوران را خالی می‌کنند تا این‌که نوبت به جولز می‌رسد. جولز به‌راحتی آن‌ها را خلع سلاح می‌کند و به طرف رینگو اسلحه می‌کشد اما او را نمی‌کشد. او پول‌های خود را به رینگو می‌دهد و بعد از خواندن آیه‌ای از کتاب مقدس به او می‌گوید که می‌خواهد مثل شبانی راهنما باشد و دست از کارهایش بردارد. رینگو و یولاندا رستوران را ترک می‌کنند در حالی که راهنمایی شده‌اند.
جولز و وینسنت نیز کافی شاپ را ترک می‌کنند.

## حواشی فیلم

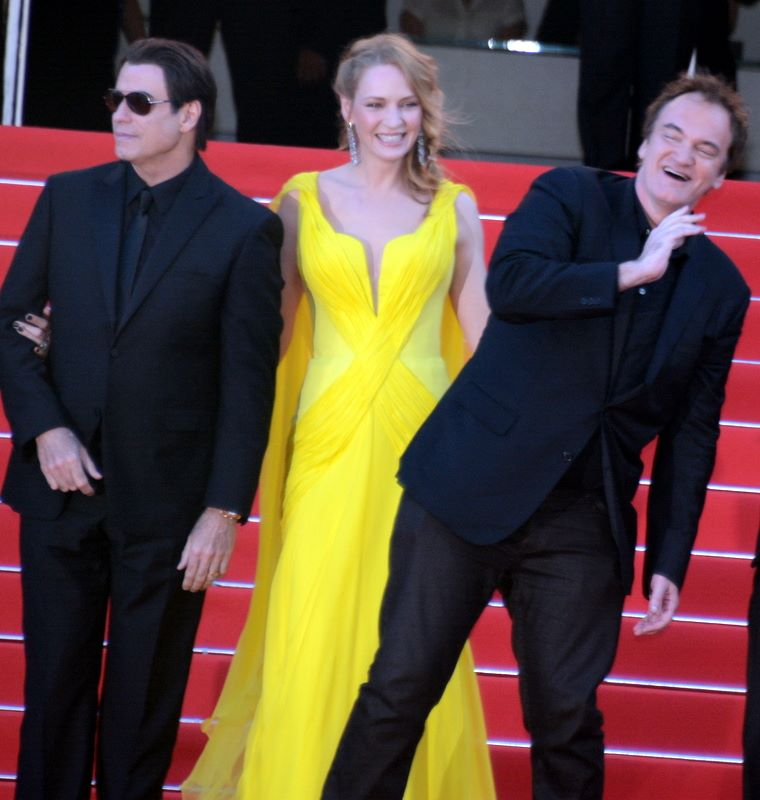
جان تراولتا، اوما تورمن و کوئنتین تارانتینو در جشنواره فیلم کن برای بزرگداشت بیستمین سالگرد فیلم پالپ فیکشن

### فیلم‌نامه
یکی از نقاط قوت این اثر فیلم‌نامه آن است؛ داستانی به ظاهر ساده و در عین حال بدیع و سرشار از تعمق به همراه شخصیت پردازی قوی و دیالوگ‌هایی کنایه‌آمیز و به یاد ماندنی. تارانتینو همواره گفته‌است که در ابتدای نوشتن فیلم‌نامه کل داستان را در ذهن ندارد، او شخصیت‌ها را در ذهن خلق می‌کند و بعد از آن خود شخصیت‌ها هستند که داستان را جلو می‌برند و او آن را می‌نویسد.

### بازیگران
قرار بود نقش وینسنت به مایکل مدسن داده شود ولی او بازی در فیلم دیگری را انتخاب کرد (و هنوز افسوس می‌خورد) و سرانجام نقش به جان تراولتا رسید. همه و حتی خود تراولتا اعتقاد دارند که بازی در این فیلم دوران بازیگری او را دگرگون کرد و از او بازیگری مطرح ساخت. اگرچه پالپ فیکشن تراولتا را ستاره کرد ولی باید پذیرفت که تراولتا هم در بزرگ کردن فیلم بی‌اثر نبوده‌است.
همچنین در این فیلم با تقلید شخصیت‌های هالیوودی همچون مریلین مونرو، جری لوئیس، جیمز دین، میمی ون دورن و حتی اشاره زبانی به جین منسفیلد همگی باعث جذابیت بیش از اندازه فیلم در بین مخاطبان شده‌است.

### موسیقی
برای این فیلم هیچ موسیقی جدیدی ساخته نشد و تارانتینو خود آهنگ‌های مختلفی از سال‌های گذشته موسیقی مبتذل آمریکا را انتخاب کرد. موسیقی تیتراژ ابتدایی فیلم Misirlou، آهنگی یونانی است که با اجرای دهه شصت“Dick Dale” پخش می‌شود، اما ناگهان با صدای چرخاندن موج رادیو به آهنگ "Jungle Boogie" تبدیل می‌شود.
آهنگ صحنه معروف رقص وینسنت و میا به نام "You Never Can Tell" کاری از ستاره موسیقی راک اند رول “Chuck Berry” است. یکی از آهنگ‌های زیبای فیلم جایی است که وینسنت در حال تزریق هروئین و سپس گشت و گذار در خیابان‌های لس انجلس است. آهنگی به نام “Bullwinkle-part2” از گروه راک Centurions در دهه شصت. موسیقی زیبای تیتراژ پایانی فیلم یعنی “Surf Rider” کاری از “The Lively Ones” باز هم از آهنگ‌های راک دهه شصت است.

## نقش‌ها
- جان تراولتا در نقش وینسنت وگا. یک گنگستر نیمه حرفه‌ای. شخصیت وینسنت وگا، برادر شخصیتی به نام ویک وگا (یا آقای بلوند) در فیلم سگ‌های انباری فیلم قبلی کوئنتین تارانتینو می‌باشد.

جان تراولتا در این فیلم نامزد جایزه اسکار بهترین بازیگر نقش اول مرد شد. هر چند که به تام هنکس در فیلم فارست گامپ ساخته رابرت زمه کیس باخت.
- ساموئل ال. جکسون در نقش جولز وینفیلد. نقش آدمکشی که بعد از وقوع یک معجزه می‌خواهد کارهای جنایتکارانه را کنار بگذارد. ساموئل ال جکسون به خاطر بازی در این فیلم نامزد جایزه اسکار بهترین نقش مکمل مرد شد.
- اوما تورمن در نقش میا والاس. اوما تورمن به خاطر بازی در این فیلم یک چرخش بسیار خوب در کارنامه بازیگری اش ثبت کرد. او به خاطر ایفای نقش همسر مارسلوس والاس نامزد جایزه اسکار بهترین نقش مکمل زن شد. بعد از این فیلم، اوما تورمن در سری فیلم‌های بیل را بکش نیز با تارانتینو همکاری کرد.
- بروس ویلیس در نقش بوچ. ویلیس یک ستاره مشهور و بزرگ بود اما مدت زمان کوتاهی در فیلم بازی کرد.
- هاروی کایتل در نقش وینستون ولف. (معادل فارسی: آقای گرگ) کیتل در این فیلم نقش کوتاهی را ایفا می‌کند. این دومین همکاری کیتل با تارانتینو بعد از فیلم سگ‌های انباری بود. او بعد از این نیز در پروژه‌های دیگر با تارانتینو همکاری کرد.
- تیم راث در نقش رینگو. نقش راث در این فیلم بسیار کمرنگ است. این دومین همکاری راث با تارانتینو بعد از سگ‌های انباری بود. او در آن فیلم در یک نقش مهم ظاهر شده بود و بعد از این نیز در پروژه دیگری با تارانتینو همکاری کرد.
- کوئنتین تارانتینو در نقش جیمی. تارانتینو که کارگردان فیلم است نقش ده دقیقه‌ای دوست وینسنت و جولز را ایفا می‌کند.

و نقش‌های دیگر عبارتند از:
- وینگ رهامس- مارسالس والاس
- ماریا دی مدروس- فابین
- کریستوفر واکن- کاپیتان کونز
- پیتر گرین- زد
- فیل لامار- ماروین
- استیو بوشمی- مستخدم رستوران

## برخی نسخه‌های فرعی
در امارات متحده عربی و عربستان سعودی نسخه‌ای کاملاً متفاوت از فیلم اصلی در سینماها اکران شد. داستان‌های فیلم به صورتی جابه‌جا و مونتاژ شدند تا وقایع از لحاظ زمانی به صورت درست کنار هم قرار بگیرند.

## جوایز

### جشنواره فیلم کن ۱۹۹۴
- برندهٔ جایزه نخل طلای بهترین فیلم از جشنواره کن برای کوئنتین تارانتینو

### جوایز اسکار سال ۱۹۹۴
- برندهٔ جایزه اسکار بهترین فیلم‌نامه غیراقتباسی سال برای راجر اوری و کوئنتین تارانتینو
- نامزد جایزه اسکار بهترین فیلم برای لورنس بندر
- نامزد جایزه اسکار بهترین کارگردانی برای کوئنتین تارانتینو
- نامزد جایزه اسکار بهترین بازیگر نقش اول مرد برای جان تراولتا
- نامزد جایزه اسکار بهترین بازیگر نقش مکمل مرد برای ساموئل ال. جکسون
- نامزد جایزه اسکار بهترین بازیگر نقش مکمل زن برای اوما تورمن
- نامزد جایزه اسکار بهترین تدوین برای سالی منکه
- برنده گلدن گلوب بهترین فیلمنامه
- نامزد گلدن گلوب بهترین فیلم
- نامزد گلدن گلوب بهترین کارگردانی
- نامزد گلدن گلوب بهترین بازیگر نقش اول مرد
- نامزد گلدن گلوب بهترین بازیگر نقش مکمل مرد
- نامزد گلدن گلوب بهترین بازیگر نقش مکمل مرد
- برنده بفتای بهترین فیلمنامه اورجینال
- برنده بفتای بهترین بازیگر نقش مکمل مرد
- نامزد بفتای بهترین فیلم
- نامزد بفتای بهترین کارگردانی
- نامزد بفتای بهترین بازیگر نقش اول مرد
- نامزد بفتای بهترین بازیگر نقش اول زن
- نامزد بفتای بهترین فیلمبرداری
- نامزد بفتای بهترین صدا
- نامزد بفتای بهترین ویرایش فیلم